# 天主教穆索馬教區
天主教穆索馬教區 （拉丁語：Dioecesis Musomensis）是坦桑尼亞一個羅馬天主教教區，包括除本達縣以外的馬拉區。屬姆萬扎總教區。
1946年4月11日設立穆索馬暨姆萬扎宗座代牧區，1950年6月24日穆索馬監牧區分出。1957年7月5日升為教區。
2010年有215,000名教友（佔轄區總人口20.7%）、三十個堂區、五十八名司鐸。現任教區主教為彌額爾‧喬治‧馬布加‧姆松甘齊拉。